# احتلال راينلاند
حدث احتلال راينلاند من 1 ديسمبر 1918 حتى 30 يونيو 1930 نتيجة لانهيار الجيش الإمبراطوري الألماني في عام 1918. ومع أن ألمانيا أثبتت انتصارها على الجبهة الشرقية بعد الثورة الروسية، فقد فشلت القيادة العسكرية العليا في منع استمرار تآكل الروح المعنوية، محليًا وفي الجيش. ومع نقل القوات المخضرمة من الجبهة الشرقية للقتال على الجبهة الغربية، كان هجوم الربيع فاشلًا وبعد اندلاع الثورة الألمانية، اضطرت الحكومة الألمانية المؤقتة إلى الموافقة على شروط هدنة عام 1918. شمل ذلك قبول أن احتلال قوات القوى المنتصرة الضفة اليسرى من نهر الراين وأربعة «رؤوس جسور» من الضفة اليمنى نصف قطرها 30 كيلومتر (19 ميل) حول كولونيا، وكوبلنتس، وماينتس ونصف قطر 10 كيلومتر (6 ميل) حول كيهل. علاوةً على ذلك، تم إعلان الضفة اليسرى لنهر الراين وشريط بطول 50 كيلومتر (31 ميل) شرق نهر الراين منطقة منزوعة السلاح. كررت معاهدة فرساي هذه الأحكام، لكنها اقتصرت على وجود القوات الأجنبية لمدة خمسة عشر عامًا بعد توقيع المعاهدة (حتى عام 1934).
كان الغرض من الاحتلال من ناحية تأمين فرنسا ضد هجوم ألماني متجدد، ومن جهة أخرى بمثابة ضمان لالتزامات التعويضات. وبعد تحقيق ذلك على ما يبدو مع خطة يونغ، تم إنهاء احتلال راينلاند قبل الأوان في 30 يونيو 1930. كانت إدارة راينلاند المحتلة تحت ولاية لجنة راينلاند العليا المشتركة بين الحلفاء ومقرها في الرئاسة العليا لمقاطعة الراين في كوبلنز.

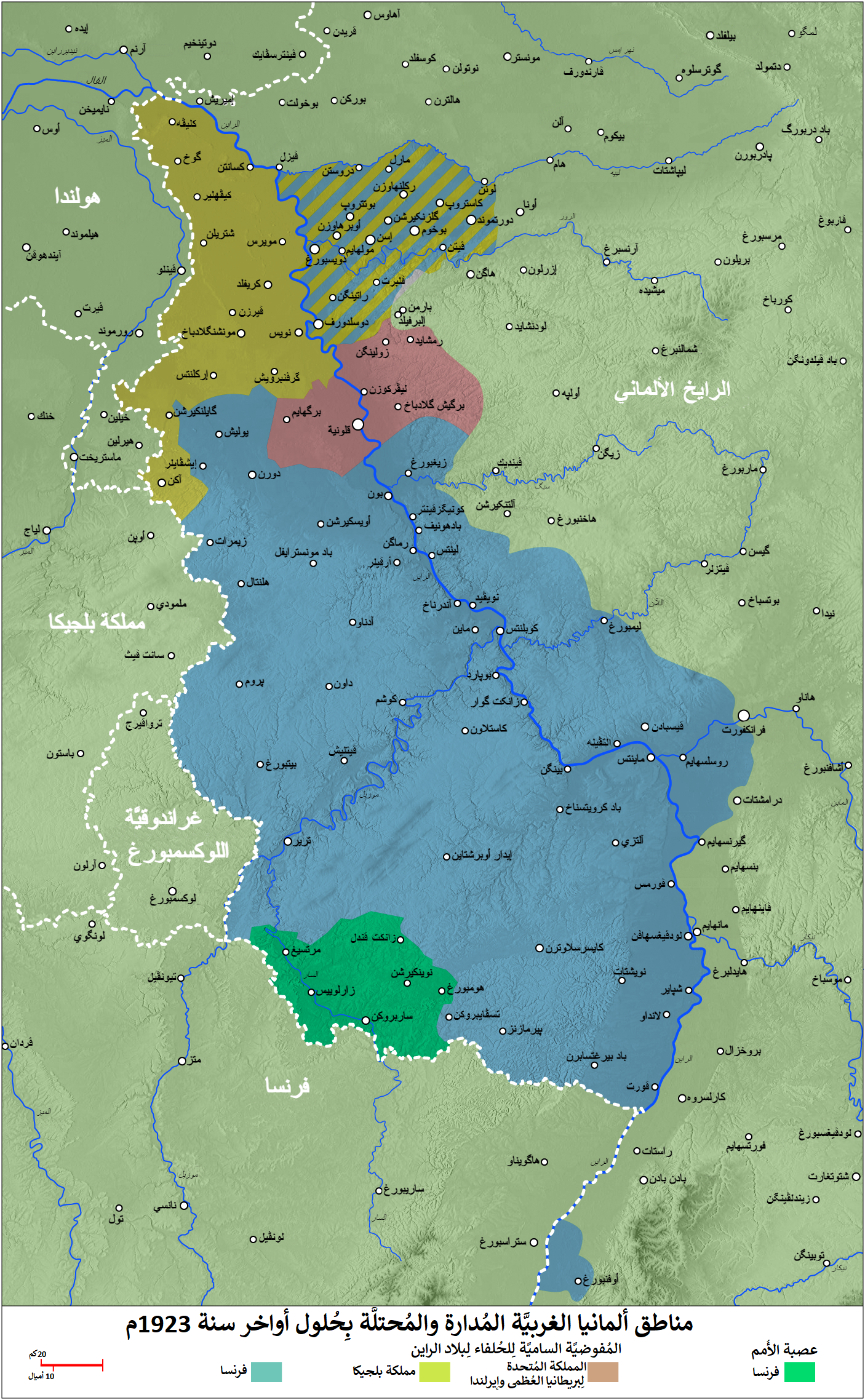
مهن مناطق راينلاند وسار:
- الأزرق: فرنسا، بما في ذلك المنطقة الأمريكية السابقة حول كوبلنز
- أصفر: بلجيكا
- بني: المملكة المتحدة
- شرائط: الرور التي تحتلها فرنسا وبلجيكا
- الأخضر: سار، التي تحتلها فرنسا تحت رعاية عصبة الأمم استمرت القوات الفرنسية في احتلال الأراضي الألمانية في راينلاند حتى نهاية عام 1930، بينما واصلت فرنسا السيطرة على منطقة سارلاند الخضراء حتى عام 1935.

## الفترات
- هدنة كومبيين (11 نوفمبر 1918 - 13 ديسمبر 1918)
- الإطالة الأولى للهدنة (13 ديسمبر 1918 - 16 يناير 1919)
- الإطالة الثانية للهدنة (16 يناير 1919 - 16 فبراير 1919)
- الإطالة الثالثة للهدنة (16 فبراير 1919 - 10 يناير 1920)
- 28 يونيو 1919: توقيع معاهدة فرساي واتفاقية راينلاند
- 10 يناير 1920: دخول اتفاقية فرساي واتفاقية راينلاند حيز التنفيذ؛ تأسيس مفوضية راينلاند العليا المتحالفة
- 1926: الانسحاب من المنطقة الشمالية حول كولونيا
- 1929: الانسحاب من المنطقة الوسطى حول كوبلنز
- 1930: الانسحاب من المنطقة الجنوبية حول ماينز مما أدى إلى إنهاء الاحتلال
- 1936: إعادة تسليح راينلاند قبل القوات الألمانية تحت هتلر، في 7 مارس.

## قوات الاحتلال

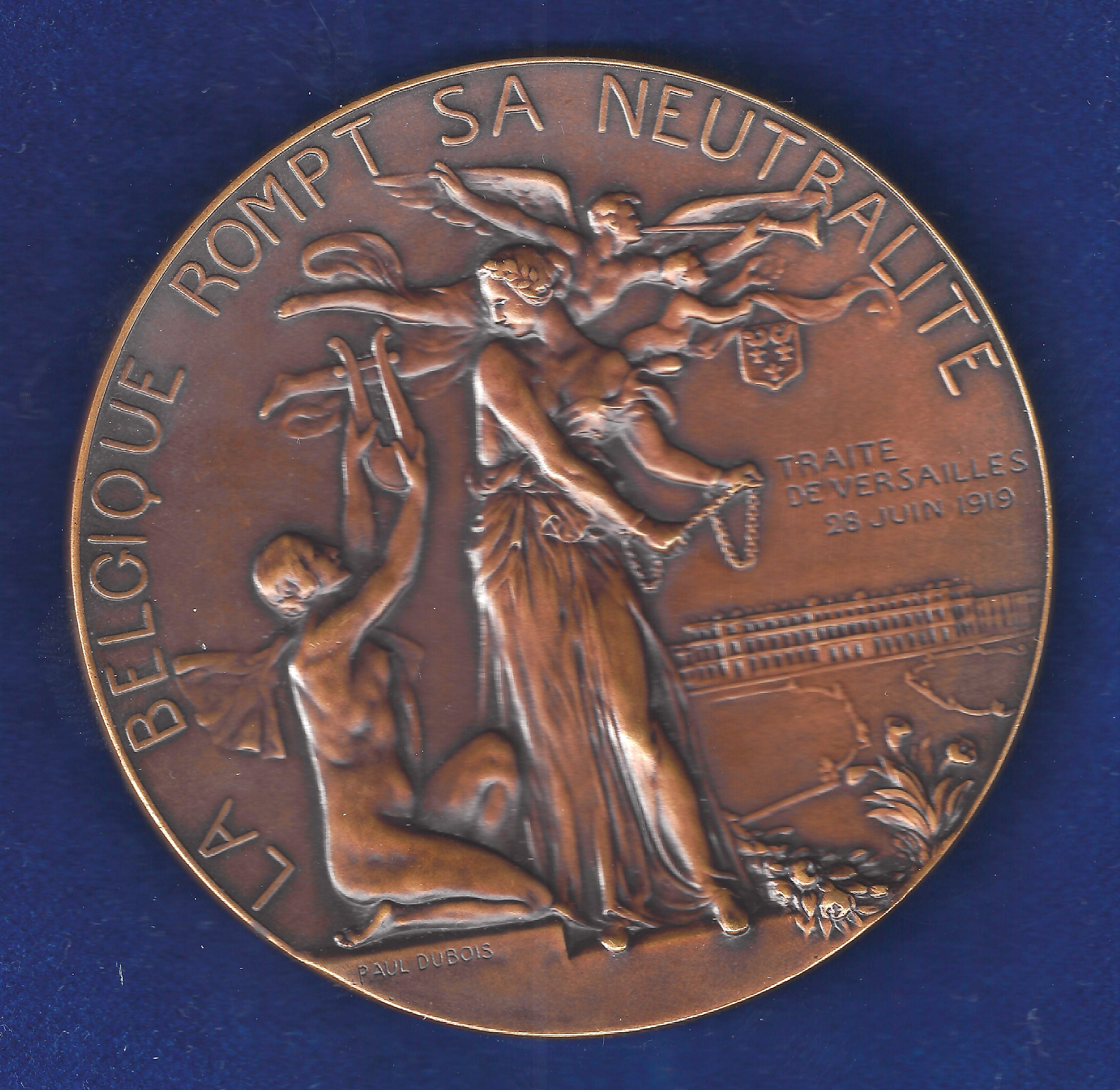
ميدالية بلجيكية 1919 من قبل دوبوا تصور احتلال ألمانيا بعد سلام فرساي، الوجه الآخر

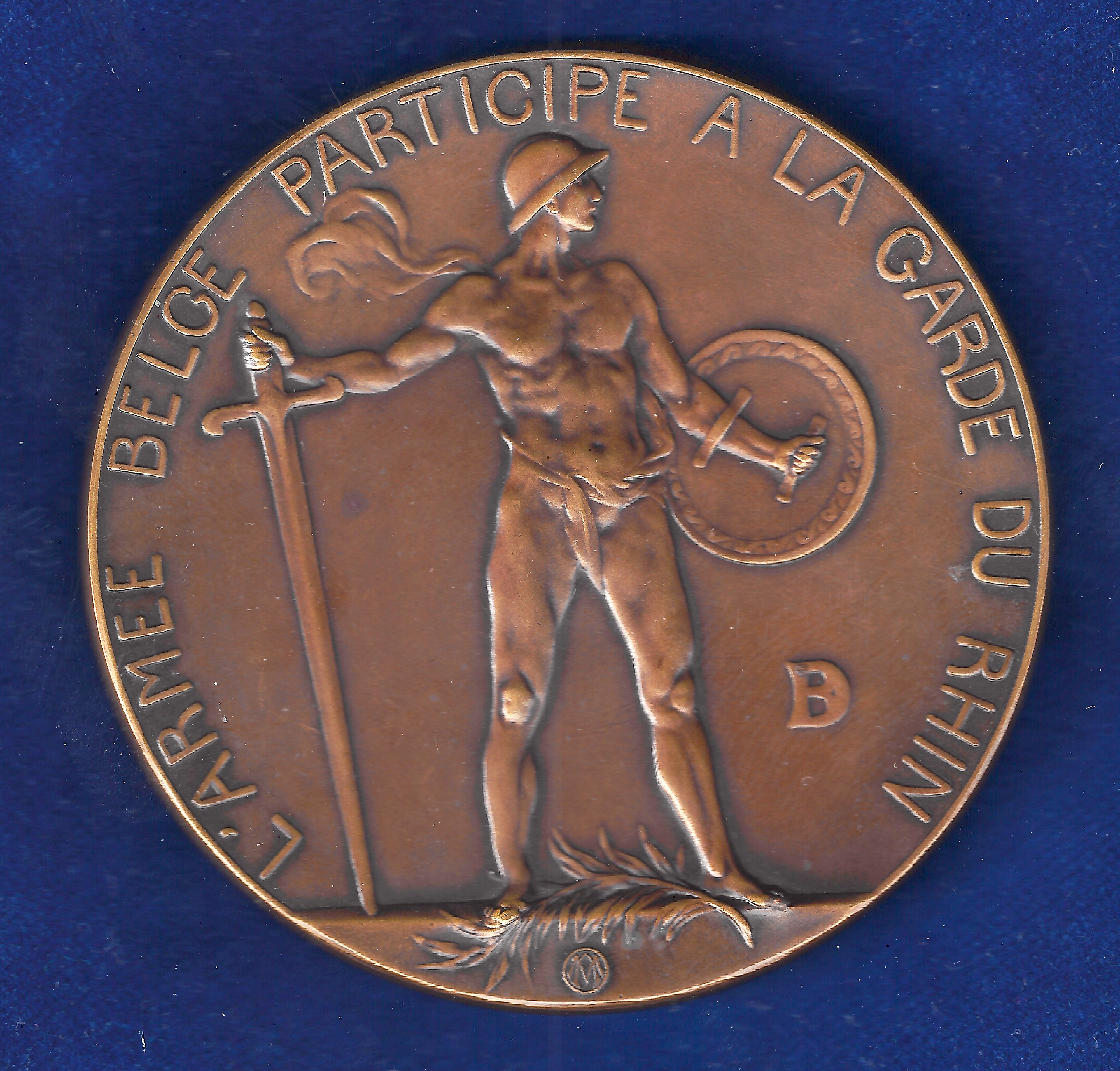
يظهر عكس هذه الميدالية جنديًا بلجيكيًا يواجه الشرق

### القوات الأمريكية (1918–1923)
احتلت الولايات المتحدة المنطقة الوسطى من راينلاند على طول نهر موزيل وجسر كوبلنتس. أسس الجنرال جون ج. بيرشينغ، قائد القوات الاستطلاعية الأمريكية، الجيش الأمريكي الثالث لهذا الغرض، وأعطى القيادة إلى اللواء جوزيف تي ديكمان. وفي أوائل عام 1919، كان الجيش الثالث يضم حوالي 250 ألف رجل. افتتح الأمريكيون مقرهم الرئيسي في مبنى حكومي بروسي على نهر الراين في كوبلنز. وفي هذه الأيام، رُفع علم النجوم والخطوط فوق قلعة إهرنبريتشتين. في يوليو 1919، تم حل الجيش الثالث واستبداله بالقوات الأمريكية في ألمانيا تحت قيادة اللواء هنري توريمان ألين. بعد الانسحاب المستمر للقوات، كانت القوات الأمريكية في ألمانيا تضم حوالي 20 ألف رجل في منطقة منخفضة في أواخر عام 1919. وبالمقارنة مع منطقة الاحتلال الفرنسية، كان تعامل الأمريكيين أفضل مع السكان الألمان، بما في ذلك عدد من علاقات الحب. شارك الجنرال ألين في إنقاذ قلعة إهرنبريتشتين من الدمار الذي ألحقته قوات الحلفاء في عام 1922. وبعد أكثر من أربع سنوات من الاحتلال، قررت إدارة هاردينغ إعادة القوات إلى الوطن. في النهاية، غادر آخر الجنود الأمريكيين مقرهم في كوبلنز في يناير 1923. ونتيجة لذلك، تم تسليم منطقة الاحتلال الأمريكية إلى الفرنسيين، الذين سيطروا منذ ذلك الحين على الجزء الأكبر من راينلاند المحتلة.

### القوات البلجيكية

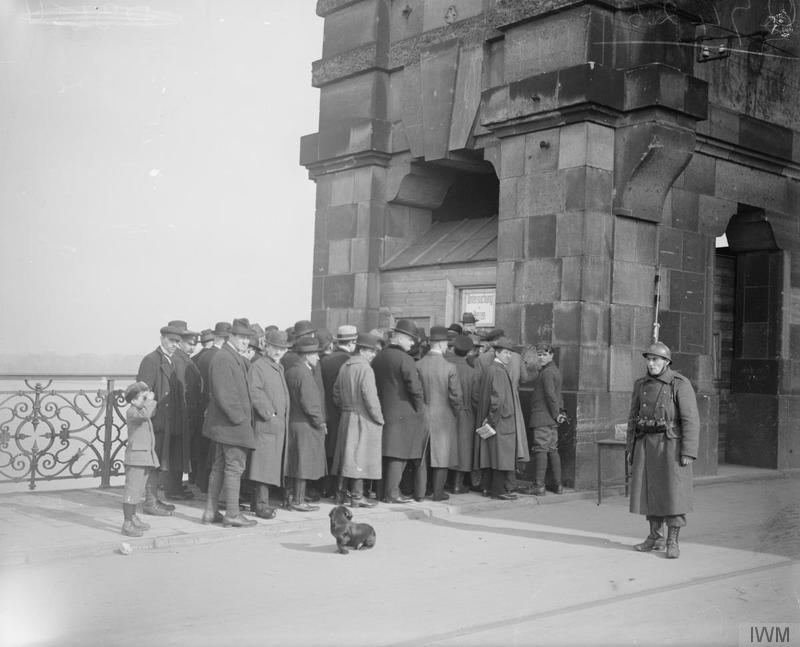
مدنيون ألمان ينتظرون تفتيشهم بحثًا عن الأسلحة النارية من قبل الجنود البلجيكيين قبل السماح لهم بالمرور فوق جسر أوبر كاسل-دوسلدورف.

كانت القوات البلجيكية تتألف من 20 ألف جندي[بحاجة لمصدر] (خمس فرق) ومقرها الرئيسي في آخن، وقواتها المتمركزة في كريفلد. لقد كانت تحت قيادة أرماند هيغي.

### جيش الراين البريطاني
دخل الجيش البريطاني الأراضي الألمانية في 3 ديسمبر 1918. تم تأسيس جيش الراين البريطاني كقوة احتلال في مارس 1919. كان مقره في كولونيا وقد نشروا صحيفة ذا كولون بوست ومقرها كولونيا.

### جيش الراين الفرنسي

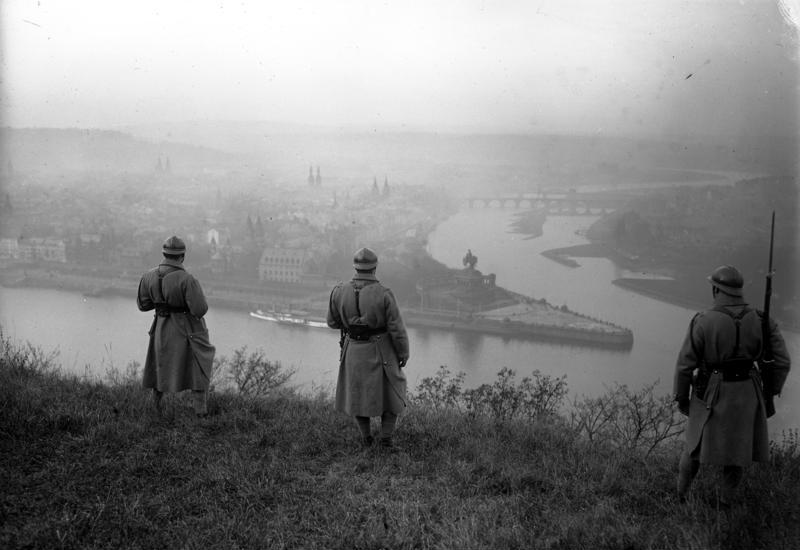
القوات الفرنسية في قلعة إهرنبريتشتين.

لقد شكل الجيشان الفرنسيان الثامن والعاشر في الأصل القوات الفرنسية المشاركة في الاحتلال. كان الجيش الثامن بقيادة الجنرال أوغستين جيرار واحتل بلاتينيت. كان الجيش العاشر بقيادة الجنرال تشارلز مانجين وقد كان مسؤولًا عن بقية المنطقة الفرنسية من مقره في ماينتس.
في 21 أكتوبر 1919، تم دمجهما لتشكيل جيش نهر الراين الفرنسي.
في عام 1919، تمركزت فرنسا بين 25 ألف و40 ألف جندي استعماري فرنسي في راينلاند. تزوجت بعض النساء الألمانيات من جنود أفارقة من قوات الاحتلال، في حين أن أخريات أنجبن أطفالهن خارج إطار الزواج (ومن هنا جاءت التسمية المهينة «راينلاند باستارد») واعتبرها الألمان اليمينيون عارًا عامًا. أبلغ الجنرال هنري توريمان ألين وزير الخارجية الأمريكي بينبريدج كولبي أن هناك 66 حالة اتهامات رسمية ضد القوات الاستعمارية الملونة، من بينها 28 إدانة منذ بداية الاحتلال وحتى يونيو 1920، واعترف بوجود العديد من الحالات الأخرى غير المبلغ عنها. ومع هذه الحالات العرضية، فإن «الفظائع الجماعية التي ارتكبتها القوات الاستعمارية الفرنسية الزنجية المزعومة في الصحافة الألمانية، مثل عمليات الاختطاف المزعومة، والتي يليها الاغتصاب، والتشويه، والقتل، وإخفاء جثث الضحايا هي كاذبة وكانت تهدف إلى الدعاية السياسية».

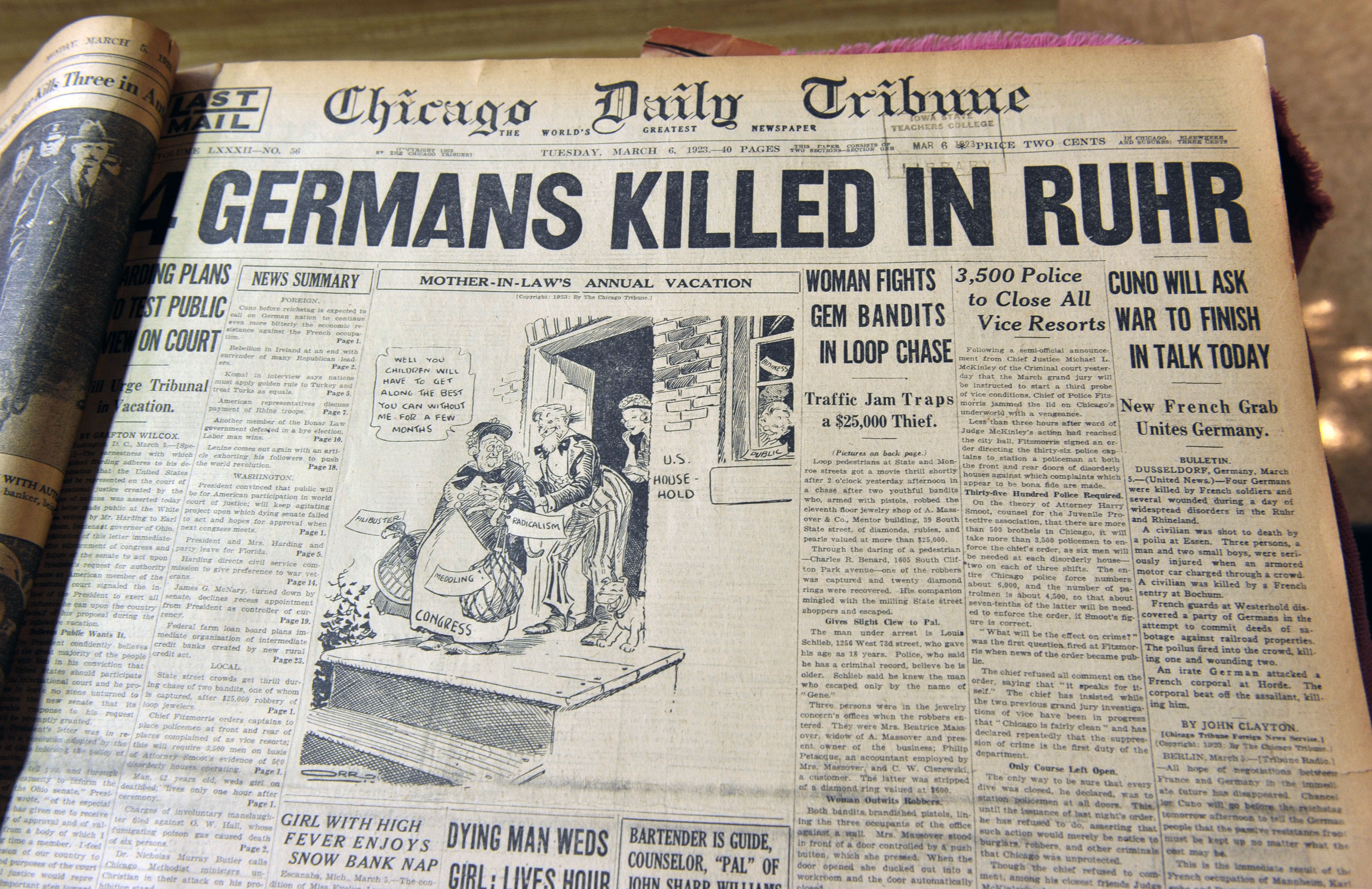
في 6 مارس 1923، طبعت صحيفة شيكاغو ديلي تريبيون عناوين الصحف حول مقتل المدنيين الألمان على يد الجنود الفرنسيين أثناء احتلال الرور.

حدث الاحتلال الفرنسي لفرانكفورت من 6 أبريل إلى 17 مايو 1920. في اليوم الثاني، أطلقت القوات المغربية النار على تسعة مدنيين في حادث وقع خارج حطام هاوتواش. تم استخدام هذا الحادث لشن حملة عنصرية ضد الاستخدام الفرنسي للقوات الاستعمارية، ورُبط الحادث بمزاعم انتشار اعتداءات واسعة النطاق من قبل الجنود السود في جيش الاحتلال الفرنسي على النساء المحليات بما في ذلك اتهامات بالاغتصاب المنهجي وفظائع أخرى تستهدف السكان المدنيين الألمان والتي تنسب بشكل رئيسي إلى كتائب المناوشة السنغالية. أسفرت الأحداث عن حملة واسعة النطاق من قبل الصحافة اليمينية الألمانية، والتي أطلقت عليها اسم «العار الأسود» (Die schwarze Schande أو Die schwarze Schmach) 'وصفتها بأنها شكل من أشكال الإذلال الفرنسي للأمة الألمانية.
في عام 1923، وردًا على الفشل الألماني في دفع تعويضات بموجب معاهدة فرساي، احتلت فرنسا وبلجيكا منطقة الرور الصناعية في ألمانيا، والتي يقع معظمها عبر النهر على الضفة الشرقية لنهر الراين، حتى عام 1925. قُتل العديد من الألمان خلال احتجاجات العصيان المدني. على سبيل المثال ضد طرد المسؤولين الألمان.

### قوات الاستطلاع السيامية
شاركت قوات الاستطلاع السيامية أيضًا في الاحتلال حتى عام 1919 مع تمركز قواتها في نويشتات أن در فاينشتراسه، الواقعة في المنطقة الفرنسية.[بحاجة لمصدر]

## قائمة المراجع
- Edmonds، J.E. (1987) [1943]. The Occupation of the Rhineland 1918–29. مكتب معلومات القطاع العام  [لغات أخرى]‏. ISBN:978-0-11-290454-0.{{استشهاد بكتاب}}:  صيانة الاستشهاد: علامات ترقيم زائدة (link)
- Holzheimer، Marc (2019). The American Occupation of the Rhineland, 1918-1923. ISBN:9781092160933.
- Pawley، Margaret (2008). The Watch on the Rhine: The Military Occupation of the Rhineland, 1918–1930. I.B.Tauris. ISBN:978-1-84511-457-2.
- Wigger، Iris (2010). "'Black Shame' – the campaign against 'racial degeneration' and female degradation in interwar Europe". Institute of Race Relations  [لغات أخرى]‏. ج. 51 ع. 3. ISBN:978-1-84787-414-6. ISSN:0306-3968.{{استشهاد بدورية محكمة}}:  صيانة الاستشهاد: علامات ترقيم زائدة (link)

## روابط خارجية
- الاحتلال الفرنسي لراينلاند، 1918-1930
- خريطة أوروبا أثناء احتلال راينلاند في omniatlas.com